# Tokelo Rantie
Tokelo Anthony Rantie (8 de septiembre de 1990, Parys, Sudáfrica) es un futbolista sudafricano que juega como delantero en el Tshakhuma Tsha Madzivhandila F. C. de la Liga Premier de Sudáfrica.

## Selección nacional
Es jugador de la selección de fútbol de Sudáfrica, debutando en el año 2012 en un partido amistoso contra Gabón.